# Leuchtmittelsteuer
Die Leuchtmittelsteuer ist eine von 1909 bis 1993 in Deutschland erhobene Abgabe auf den Verkauf von Glühlampen (umgangssprachlich „Glühbirnensteuer“). Die Ursprünge dieser Steuer finden sich im Mittelalter bei der Besteuerung von Kerzenwachs.

## Einführung
1909 wurde durch den Reichstag die Besteuerung von Glühkörpern und Glühlampen beschlossen, was die weitere Entwicklung dieses Gesetzes einleitete.

### Leuchtmittelsteuergesetz
vom 15. Juli 1909 in der Fassung der Bekanntmachung des Reichskanzlers vom 22. Juni 1909. (RGBl. S. 880.)
§ 1.
Die nachbenannten Beleuchtungsmittel:
elektrische Glühlampen und Brenner für solche,
Glühkörper für Gas-, Spiritus-, Petroleum- und ähnliche Glühlampen,
Brennstifte für elektrische Bogenlampen,
Quecksilberdampflampen und ihnen ähnliche elektrische Lampen
unterliegen, soweit sie zum Verbrauch im Inlande bestimmt sind, einer in die Reichskasse fließenden Steuer.
§ 2.
Höhe der Steuer.
Die Steuer beträgt:
A. Für elektrische Glühlampen und Brenner zu solchen
| | a) Kohlefadenlampen | b) Metallfadenlampen, Nernstlampenbrenner und andere Glühlampen |
| --- | ------------------- | --------------------------------------------------------------- |
| | für das Stück       |                                                                 |
| 1. bis zu 15 Watt | 05 Pfennig          | 10 Pfennig                                                      |
| 2. von über 015 bis 025 Watt                                                                                               | 10 Pfennig          | 20 Pfennig                                                      |
| 3. von über 025 bis 060 Watt                                                                                               | 20 Pfennig          | 40 Pfennig                                                      |
| 4. von über 060 bis 100 Watt                                                                                               | 30 Pfennig          | 60 Pfennig                                                      |
| 5. von über 100 bis 200 Watt                                                                                               | 50 Pfennig          | 01 Mark                                                         |
| 6. für solche von höherem Verbrauche zu a) je 25 Pfennig, zu b) je 40 Pfennig mehr für jedes weitere angefangene 100 Watt. |                     |                                                                 |

B. Für Glühkörper zu Gasglühlicht- und ähnlichen Lampen: 10 Pfennig für das Stück.
C. Für Brennstifte zu elektrischen Bogenlampen:
1. Aus Reinkohle: 60 Pfennig für das Kilogramm.
2. aus Kohle mit Leuchtzusätzen und für alle übrigen Brennstifte: 1 Mark für das Kilogramm.
D. Für Brenner zu Quecksilberdampf- und ähnlichen Lampen bis zu 100 Watt: 1 Mark für das Stück, für solche von höherem Verbrauche je 1 Mark mehr für jedes weitere angefangene Hundert Watt.

## Abschaffung der Steuer
1990 betrug ihr Steueraufkommen 160 Millionen DM (entspricht gegenwärtig 163 Millionen €).
Abgeschafft wurde die Steuer zum 1. Januar 1993 im Zuge der Harmonisierung des Europäischen Steuerrechtes zur Vermeidung von Wettbewerbsverzerrungen. Wegen des geringen Steueraufkommens hat die Bundesrepublik Deutschland von der Ermächtigung des Artikels 1 Abs. 2 der europäischen Verbrauchsteuersystemrichtlinie (Richtlinie 92/12/EWG) keinen Gebrauch gemacht.

## Verweise
1. ↑  Aus: Das Journal für Gasbeleuchtung und verwandte Beleuchtungsarten sowie für Wasserversorgung. LII. Jahrgang, Nr. 33, vom 14. August 1909